# Laspeyria albina
Laspeyria albina är en fjärilsart som beskrevs av Eugen Wehrli. Laspeyria albina ingår i släktet Laspeyria och familjen nattflyn. Inga underarter finns listade i Catalogue of Life.